# Mutaga III Senyamwiza Mutamo
Mutaga III Senyamwiza Mutamo – władca (mwami) Burundi panujący w latach 1780–1800 lub 1739–1767. Tradycja przypisuje mu odparcie najazdu wojsk rwandyjskich.